# 朝鮮人民軍協奏團
朝鮮人民軍協奏團（朝鲜语：／）是隸屬於朝鮮人民軍的大型協奏樂團，也是朝鮮民主主義人民共和國知名的樂團之一。成立於1947年2月22日。1972年統合了朝鮮人民軍演劇團。代表音樂多為朝鮮革命歌劇的主題曲，有《賣花姑娘》、《密林啊，請告訴我》、《金剛山之歌》等。
2009年11月27日，朝鮮人民軍協奏團在中國北京市舉行訪華演出。